# Monsanto, mit Gift und Genen
Monsanto, mit Gift und Genen (Originaltitel: Le monde selon Monsanto) ist ein Dokumentarfilm aus dem Jahr 2008 von Marie-Monique Robin. Der Film beleuchtet die Produkte und Geschäftspraktiken des Monsanto-Konzerns.

## Filminhalt

### Eine notwendige Untersuchung
Das 1901 in St. Louis gegründete Unternehmen zählte ursprünglich zu den größten Chemieunternehmen des 20. Jahrhunderts, erst später kamen Produkte für den landwirtschaftlichen Bereich dazu. Heute ist das Unternehmen Weltmarktführer im Bereich der Biotechnologie, von dem rund 90 Prozent der auf der Erde angebauten gentechnisch veränderten Organismen (abgekürzt: GVO) stammen, auf die Monsanto ein Patent besitzt (darunter Soja, Raps, Mais und Baumwolle). Die meisten Produkte (wie etwa Roundup Ready Soja) wurden gentechnisch verändert, um gegen den Einsatz des eigenen Unkrautvernichtungsmittels Roundup resistent zu sein, welches als Vorzeigeprodukt der Firma gilt und das seit 30 Jahren meistverkaufte Unkrautvernichtungsmittel der Welt ist. Monsanto gilt aufgrund seiner Geschäftspraktiken und auch Produkten wie Agent Orange, Aspartam, dem Rinder-Wachstumshormon und PCB zu den umstrittensten Unternehmen des modernen Industriezeitalters.

### PCB: Das Verbrechen in Schlips und Kragen
Polychlorierte Biphenyle (PCB) waren fast 50 Jahre lang das Aushängeschild des Unternehmens, bis sie zu Beginn der 1980er Jahre verboten wurden. Von Monsanto wurden sie in den USA unter dem Markennamen Aroclor, in Frankreich unter Pyralene und in Deutschland unter Clophen vermarktet.
In Anniston wurde jahrzehntelang eine PCB-Verseuchung der Umgebung durch das Monsanto-Werk verschwiegen. Monsanto war bereits früh über die gesundheitlichen Auswirkungen von PCB informiert. Dokumente belegen, dass Monsanto aufgrund interner Untersuchungen bereits im Jahr 1937 von der Toxizität von PCB wusste. 1961 wurde nach einem Unfall in einer Fabrik, die PCB verwendet, festgestellt, dass die dortigen Arbeiter Symptome einer Hepatitis-Erkrankung zeigten. Als 1966 Wissenschaftler im Kanal von Snow Creek Fische aussetzten, waren diese bereits nach dreieinhalb Minuten tot. Ein interner Brief von Monsanto an seine Verkaufsleiter aus dem Jahr 1970 stellte in Bezug auf PCB klar, dass man sich die lukrativen Geschäfte durch die bekannten gesundheitlichen Gefahren nicht verderben lassen wolle und weiter daran festhalten würde.
David O. Carpenter von der University at Albany erklärt, dass PCB anfangs nur an einigen Standorten von Monsanto freigesetzt wurde und die Verseuchung somit anfangs nur ein lokales Problem darstellte. Über die Jahrzehnte ist PCB inzwischen jedoch zu einem weltweiten Problem geworden. Aufgrund der Fettlöslichkeit wird PCB bereits durch Hautkontakt vom Körper aufgenommen, zudem reichert es sich im Fettgewebe an, wodurch die Konzentration zum Ende der Nahrungskette (an der sich der Mensch befindet) immer weiter ansteigt. Selbst in den entlegensten Orten der Arktis konnte man PCB in Säugetieren und Fischen nachweisen.
2001 wurde Monsanto von 20.000 betroffenen Einwohnern von Anniston verklagt und daraufhin gerichtlich verurteilt, 700 Millionen US-Dollar Schadensersatz an die Opfer zu zahlen und den Ort von PCB zu dekontaminieren.

### Roundup: Eine umfassende Vergiftungsaktion
1974 brachte Monsanto Roundup auf den Markt, ein Totalherbizid (nichtselektives Unkrautvernichtungsmittel), dessen Hauptbestandteil das Pflanzengift Glyphosat ist. Monsanto bewarb das Produkt offensiv als „biologisch abbaubar“ und „umwelt- und bodenfreundlich“, was sich jedoch als Falschaussage herausstellte. Monsanto wurde daraufhin wegen irreführender Werbung zweimal verurteilt: 1996 in den USA und 2007 in Frankreich. Die laut Richterspruch „trügerischen Werbebotschaften“ mussten daraufhin von der Verpackung entfernt werden.
Wissenschaftliche Studien bewerten Roundup inzwischen als gesundheitsschädlich. Robert Bellé vom staatlichen französischen Forschungsinstitut für wissenschaftliche Forschung CNRS konnte beispielsweise nachweisen, dass Roundup schon bei sehr geringen Dosierungen Funktionsstörungen bei der Zellteilung hervorruft, was langfristig auch Krebs auslösen kann. Als der Wissenschaftler die Öffentlichkeit über die Schädlichkeit von Roundup informieren wollte, wurde er von seinen Vorgesetzten dazu gedrängt, dies zu unterlassen, um GVOs in der Bevölkerung nicht in Verruf zu bringen.

### GVO: Eine Reglementierung nach Maß
Roundup Ready Soja war 1996 die erste gentechnisch veränderte Nutzpflanze, welche in den USA zugelassen wurde. Sie enthält ein Gen, das von einem Bakterium stammt (Wissenschaftler äußern sich in diesem Zusammenhang auch besorgt über die Verletzung der Artenschranke) und die Pflanze gegen das Monsanto-Produkt Roundup resistent macht. Das Totalherbizid wird nun nicht selektiv angewendet, sondern großflächig auf das gesamte Feld gespritzt und tötet dort, mit Ausnahme des resistenten Roundup Ready Soja, alles ab.
Die US-amerikanischen Sojaproduzenten – die in der von Monsanto maßgeblich kontrollierten American Soybean Association (ASA) zusammengeschlossen sind – sind praktisch vollständig auf Roundup Ready Soja umgestiegen.
Die von der zuständigen US-Behörde FDA am 29. Mai 1992 veröffentlichte Regelung „Aus neuen Pflanzen abgeleitete Nahrungsmittel“ stellt gentechnisch veränderte Organismen auf die gleiche Stufe wie durch natürliche Kreuzung entstandene und fordert aus diesem Grund keinerlei Kontrolle oder Überprüfung der Organismen. Die Verantwortlichen räumen im Interview ein, dass diese Entscheidung nicht auf wissenschaftlichen Prüfungen und Erkenntnissen beruhte, sondern eine politische Entscheidung war, hinter der wirtschaftliche Interessen standen.
Es wurde ausschließlich das Prinzip der substanziellen Äquivalenz zugrunde gelegt und davon ausgegangen, dass gentechnisch veränderte Pflanzen sich nicht von natürlichen Pflanzen unterscheiden würden. Das Prinzip wurde ausgehend von den USA praktisch weltweit übernommen. Dieses Prinzip der substanziellen Äquivalenz ist heutzutage die Ursache dafür, dass GVOs „allgemein als sicher anerkannt“ werden (Generally Recognized As Safe, abgekürzt GRAS). Anders als bei jedem Lebensmittelzusatz müssen Firmen bei GVOs somit nicht nachweisen, dass der gentechnisch veränderte Organismus keine Nebenwirkungen hervorruft oder gesundheitsschädlich ist.

### Die Affäre des Rinder-Wachstumshormons
Seit 1994 wird von Monsanto ein rekombiniertes Rinder-Wachstumshormon (recombinant Bovine Growth Hormone, kurz rBGH) unter dem Markennamen Posilac vermarktet. Das transgene Hormon wird Kühen injiziert, um ihre Milchproduktion zu steigern.
1985 reichte Monsanto bei der FDA erste Unterlagen ein, um für Posilac eine Zulassung zu erreichen. Als der damals bei der FDA zuständige Veterinär Richard Burroughs die Unterlagen als ungenügend einstufte und weitere Prüfungen anforderte, wurde ihm schrittweise der Fall entzogen und er schließlich von der FDA entlassen. Vor Gericht erwirkte Burroughs, dass die Behörde ihn wieder einstellen musste. In einem Interview erklärte er, dass Funktionäre der Behörde Daten für Monsanto auch beseitigt und manipuliert hätten.
Untersuchungen ergaben, dass mit Posilac behandelte Milchkühe häufiger an Mastitis erkrankten, wodurch auch Eiter in die Milch gelangte und den Kühen regelmäßig Antibiotika verabreicht werden mussten. Die Kühe litten auch an vergrößerten Eierstöcken und bekamen zudem Probleme bei der Fortpflanzung. Ihre Milch weist einen deutlich erhöhten Gehalt am insulinähnlichen epidermalen Wachstumsfaktor EGF1 auf. Wissenschaftliche Studien brachten einen erhöhten EGF1-Gehalt in Verbindung mit Brustkrebs, Darmkrebs und Prostatakrebs.
Im benachbarten Kanada brachten drei Mitarbeiter der Gesundheitsbehörde Health Canada (Margaret Haydon, Shiv Chopra und Gerard Lambert) die Praktiken von Monsanto ans Tageslicht und bezeugten Bestechungsversuche der Firma in Millionenhöhe sowie Druck von Behördenvorgesetzten, um Monsanto-Produkte ohne ausreichende Prüfung im Schnellverfahren zuzulassen.

### Die Wissenschaftler an der Kandare
In Großbritannien führte der Biochemiker Árpád Pusztai vom Rowett Research Institute zusammen mit 30 Forschern im Auftrag des Landwirtschaftsministeriums eine zweijährige Studie an gentechnisch veränderten Kartoffeln durch, um die landesweite Einführung von GVOs vorzubereiten. Die 1998 veröffentlichte Studie erklärte entgegen den Erwartungen des Ministeriums GVOs jedoch ausdrücklich nicht für unbedenklich.
Die mit dem Gen eines Schneeglöckchens veränderte Kartoffel produzierte ein Lektin, das die Pflanze resistent gegen Blattläuse machte. Es zeigte sich, dass das Lektin, welches sich im natürlichen Zustand als völlig harmlos und nicht gesundheitsschädlich erwies, nach der Genmanipulation Wucherungen im Darm verursachte und überraschenderweise auch das Immunsystem stimulierte, das die genmanipulierten Kartoffeln nicht als für den Körper nützliche Nahrung einschätzte, sondern als fremdartige Schädlinge bewertete und den Körper darauf vorbereitete, sich gegen diese Substanzen zu wehren. Am 10. August 1998 gab Pusztai (mit Einverständnis seiner Direktion) der BBC ein Interview, in welchem er seine Ergebnisse darstellte. Am Tag darauf wurde Pusztai entlassen und sein Forscherteam aufgelöst.
In den USA sind zehn Jahre nach der Markteinführung bereits 90 Prozent der angebauten Sojapflanzen Produkte der Marke Roundup Ready Soja, und 70 Prozent aller Nahrungsmittel enthalten gentechnisch veränderte Produkte. Eine Kennzeichnung, ob Nahrungsmittel GVOs enthalten, ist in den USA nicht nur nicht vorgesehen, sondern sogar gesetzlich verboten.

### Dioxin: Fälschung von Studien zur Gefährlichkeit
1994 hat die US-Umweltbehörde EPA offiziell festgestellt, dass Monsanto wissenschaftliche Studien über die krebserregende Wirkung von Dioxin verfälscht und manipuliert hatte.
1949 kam es im Monsanto-Werk in Nitro, in dem das Unkrautvernichtungsmittel 2,4,5-T hergestellt wurde, zu einer Explosion. 228 Mitarbeiter erkranken daraufhin an Chlorakne, verursacht durch Dioxin, welches im Unkrautvernichtungsmittel enthalten ist. 2,4,5-T war Hauptbestandteil des im Vietnamkrieg eingesetzten Entlaubungsmittels Agent Orange. In den 1960er Jahren versprühte die US-Army in Vietnam etwa 40 Millionen Liter Agent Orange, was etwa 400 kg purem Dioxin entspricht. Neben 3 Millionen durch Dioxin vergifteten Einheimischen waren auch tausende US-Soldaten unter den Opfern. Monsanto entzog sich der Verantwortung und manipulierte Studien, die daraufhin zu dem Ergebnis kamen, dass Dioxin nicht krebserregend sei. Dies hatte zur Folge, dass US-Behörden erkrankten Kriegsveteranen Entschädigungszahlungen verweigerten. Eine Überprüfung der von Monsanto finanzierten Studien durch Unabhängige fand nicht statt.

### Patente auf Leben
Landwirte, die gentechnisch verändertes Saatgut kaufen wollen, können dies nicht anonym und unbürokratisch wie bei gewöhnlichem Saatgut, sondern müssen einen „Technologie-Nutzungsvertrag“ des Herstellers unterzeichnen. Monsanto hat sich sein Saatgut patentieren lassen und verbietet aufgrund der Patente den Landwirten, ihre aus dem bereits bezahlten Saatgut später geerntete Saat wiederzuverwenden. Stattdessen müssen sie jedes Jahr aufs Neue Monsantos „Einwegsaatgut“ kaufen. Bei rund eintausend Landwirten, die laut Monsanto einen Teil ihrer Ernte für den Neuanbau verwendet haben sollen, strengte Monsanto auch Gerichtsprozesse an, die in einigen Fällen zum Konkurs der Landwirte führten. Landwirte beklagen zudem die Methoden des Konzerns, Detektive und eine private „Gen-Polizei“ zu beschäftigen, welche unrechtmäßig auf Privatgrund eindringen würden und Unbeteiligte dazu ermuntern, Nachbarn zu denunzieren.
Zwischen 1995 und 2005 hat Monsanto rund 50 Saatgutfirmen auf der ganzen Welt aufgekauft und ist weiterhin dabei, den weltweiten Markt für Saatgut zu kontrollieren.

### Indien: Das Selbstmord-Saatgut
In Indien kaufte Monsanto 1999 das größte Saatgut-Unternehmen des Landes auf. 2001 erhielt der Konzern die Genehmigung, Bt-Baumwolle unter dem Markennamen Bollgard in Indien zu vertreiben. Die Baumwollpflanzen wurden gentechnisch verändert, um ein Insektizid anzuwenden, das den Baumwollkapselwurm töten soll. Es zeigte sich, dass die gentechnisch veränderte Baumwolle überraschenderweise anfällig für eine Pilzkrankheit war, welche bei herkömmlichen Kulturen bislang kein Problem dargestellt hatte. Die Behauptung Monsantos, Bt-Baumwolle benötige kein zusätzliches Pflanzenschutzmittel und sei auch für Kleinbauern geeignet, bezeichnete ein Wissenschaftler als Lüge. Monsanto gelang es, in kurzer Zeit praktisch den gesamten Markt des Landes für Baumwoll-Saatgut zu kontrollieren, sodass selbst Bauern, die eigentlich kein gentechnisch verändertes Saatgut kaufen wollten, keine Alternative mehr hatten, da kein anderes Saatgut mehr am Markt erhältlich war.
Monsantos transgenes Saatgut ist für die Bauern etwa vier bis sechsmal so teuer wie ihr bislang verwendetes. Viele Bauern sind deshalb gezwungen, erstmals in ihrem Leben einen Kredit für den Saatgut-Kauf aufzunehmen. Damit steigt auch im Gegensatz zum bislang überschaubaren Geldeinsatz das Risiko der Bauern: Fällt die Ernte einmal schlecht aus oder kommt es in einer Saison zu einem Totalausfall, können die laufenden Kredite nicht mehr bedient werden, was für den Bauern das Ende der eigenständigen Existenz und den Konkurs bedeutet. Dies alles führte zu einem dramatischen Anstieg der Suizide in Indien. Die indische Regierung zählte mehr als 100.000 Selbstmorde unter den Bauern.

### Die zweite grüne Revolution
Die indische Physikerin Vandana Shiva machte auf diese Missstände mit ihrem Buch Seeds of Suicide aufmerksam. Sie bezeichnete die durch Patente geschützten GVOs in Indien als „zweite grüne Revolution“, die sie scharf kritisiert. Sobald Konzerne Saatgut zu ihrem Eigentum machen und dafür Lizenzgebühren kassieren können, kontrollieren sie faktisch auch die Lebensmittel. Die erste Revolution war in den 1960er Jahren, als die industrielle Landwirtschaft in Indien eingeführt wurde, um den Bauern dadurch mehr Chemikalien verkaufen zu können.

### Mexiko: Der Missbrauch an der Artenvielfalt
In Mexiko stellte Ignacio Chapela von der University of California (Berkeley) fest, dass DNA von genetisch veränderten Pflanzen in wilde Maispopulationen überging und es so zu einer transgenen Verunreinigung der Pflanzen kam, was Monsanto bis dahin als unmöglich bezeichnete. Chapelas Untersuchungen wurden in der Fachzeitschrift Nature veröffentlicht. Bereits im Vorfeld der Veröffentlichung kam es zu einer bislang nicht dagewesenen Hexenjagd gegen den Wissenschaftler. So wurden beispielsweise Briefe an die Redakteure der Zeitschrift und E-Mails an tausende Wissenschaftskollegen in aller Welt verschickt, in denen Chapela verleumdet wurde, um seiner Reputation zu schaden und damit seine für Monsanto unangenehmen Forschungsergebnisse als unseriös darzustellen. Die Absender der E-Mails gaben sich als angebliche Wissenschaftler mit den Namen Andura Smetacek und Mary Murphy aus. Bei einer Analyse der IP-Adresse von Smetacek stellte sich heraus, dass der Monsanto-Konzern hinter der Kampagne steckte, und Murphy konnte zur PR-Agentur The Bivings Group zurückverfolgt werden, die im Auftrag von Monsanto tätig war. Das Beispiel gilt als Beleg, dass Monsanto auch nicht davor zurückschrecken würde, Kritiker mit allen Mitteln zu diffamieren und anonyme Schmutzkampagnen im Internet loszutreten.

### Paraguay: Die „Vereinigte Sojarepublik“
In Paraguay besitzen 2 Prozent der Bevölkerung 70 Prozent der landwirtschaftlichen Flächen, und drei Viertel der Sojaproduzenten kommen aus dem Ausland. Die Erträge bleiben nicht im Land, sondern werden exportiert, bevorzugt nach Europa, um an Masttiere für die Fleischproduktion verfüttert zu werden. Die Anbauflächen mit transgenem Roundup Ready Soja stellen reine Monokulturen dar, die aufgrund des eingesetzten Totalherbizids jedes andere pflanzliche Leben vernichten. Dies ist mit der traditionellen Art des Anbaus der Kleinbauern in Paraguay nicht mehr vereinbar und treibt so viele in die Slums der Städte. Die großen Sojaproduzenten setzen Roundup meist unkontrolliert und großflächig ein, teilweise wird es von Flugzeugen versprüht. Ein Kleinbauer beklagt den Tod von 60 Tieren, die durch den Roundup-Einsatz vergiftet wurden.
Transgenes Saatgut war in Paraguay ursprünglich nicht zugelassen, wurde jedoch in sehr großen Mengen illegal ins Land gebracht. Da das illegale Saatgut nicht gekennzeichnet war, viele Länder aber eine Kennzeichnung von transgenem Soja für den Import zwingend vorschreiben, wurde die Regierung durch das illegal eingeführte Saatgut gezwungen, transgenes Saatgut schließlich offiziell zuzulassen. Da Monsanto der größte Nutznießer des ins Land verbrachten transgenen Saatguts war, wurde vermutet, dass Monsanto Drahtzieher der Aktion war oder diese über Mittelsmänner ins Rollen brachte, um die Regierung schließlich zur Zulassung ihres Produkts zu zwingen.

### Epilog
Alle Anfragen der Regisseurin um Interviews und die Bitte um eine Stellungnahme zum Film wurden von Monsanto abgelehnt.

## Hintergrund
- Die Erstausstrahlung des Films fand am 11. März 2008 auf Arte statt. Die am 25. Juli 2008 veröffentlichte DVD des Films ist Regionalcode-frei und enthält die deutsche, englische und französische Tonfassung.
- In der deutschen Version wird die Erzählerin von Susanne von Medvey gesprochen.

## Kritiken
„Dokumentation über die Machenschaften des US-Konzerns Monsanto, der in der Gen-Forschung auf dem Sektor landwirtschaftliche Nutzpflanzen den Weltmarkt beherrscht. Skandalöse Verquickungen zwischen der Firma und wichtigen Politikern haben dem Konzern eine Art Weltmonopolstellung verschafft. Neben Interviews mit (ehemals) Verantwortlichen und Kritikern wird dabei oft auf den Off-Kommentar zurückgegriffen, um komplexe Zusammenhänge zu erläutern. In seinen filmischen Erzählmitteln eher bescheiden, überzeugt der Film durch die Brisanz der aufgezeigten Fakten.“

„Marie-Monique Robin zeichnet den Aufstieg des weltweit führenden Gentechnik-Konzerns nach und deckt dessen Machenschaften auf. Drei Jahre lang hat die preisgekrönte französische Regisseurin dafür recherchiert. […] Dezidiert werden die zahlreichen gerichtlichen Verfahren des Multikonzerns untersucht, in denen es um gesundheitliche Schadensersatzklagen sowie um die Durchsetzung von Patentansprüchen auf dem Gebiet der Biotechnologie geht. Mit Hilfe von unabhängigen Wissenschaftlern und zum Teil unveröffentlichten Dokumenten veranschaulicht Robin, mit welchen Methoden Monsanto seine Interessen durchsetzt.“

„Der beeindruckend direkte Film steigt ein mit einem Produkt, dass Monsanto 1974 auf den Markt brachte, dem Unkrautvernichtungsmittel ‚Roundup‘. […] Verantwortlich für ‚Mit Gift und Genen‘ zeichnet die französische Journalistin Marie-Monique Robin, die selbst lange aus Südamerika berichtete und sich mit ihren Enthüllungen über die Verbindungen französischer Geheimdienste zu südamerikanischen Todesschwadronen und über den Algerien-Krieg einen Namen gemacht hat. Der schwierigen Materie wegen hat die Regisseurin ihren Film didaktisch aufgebaut: Sie googelt nach den Monsanto-Produkten und ihren Kritikern und reist dann zu Verantwortlichen, Wissenschaftlern und Betroffenen.“

## Auszeichnungen
- 2009: Umwelt-Medienpreis der Deutschen Umwelthilfe in der Kategorie Fernsehen
- 2009: Preis des EkoFILM International Film Festival
- 2009: Rachel-Carson-Preis